# Blade (personaje)
Blade (nombre de nacimiento: Eric Cross Brooks; nombre legal: Frank Blade) es un personaje ficticio, un cazavampiros y antihéroe que aparece en los cómics estadounidenses publicados por Marvel Comics. Creado por el escritor Marv Wolfman y el dibujante Gene Colan, su primera aparición fue en el cómic La tumba de Drácula número 10 (julio de 1973) como un personaje secundario, pero luego pasó a protagonizar sus propias historias. Dedicando su vida a librar al mundo de todos los vampiros, Blade utiliza su fisiología única para convertirse en el perfecto cazavampiros. Aunque originalmente se lo representó como un humano inmune a las mordeduras de vampiros, Blade fue establecido retroactivamente como un dhampiro luego de su adaptación como tal en Spider-Man: The Animated Series y la serie de películas Blade.Es el padre de Brielle "Bri" Brooks (Bloodline).
El personaje se ha adaptado sustancialmente de los cómics a varias formas de medios, incluidas películas, series de televisión y videojuegos. Blade fue interpretado por el actor Wesley Snipes en las películas Blade (1998), Blade II (2002), Blade: Trinity (2004) y Deadpool & Wolverine (2024), y por Sticky Fingaz en la serie de televisión Blade (2006). Mahershala Ali ha sido elegido como el personaje de la franquicia de medios del Universo cinematográfico de Marvel, habiendo hecho una aparición vocal no acreditada en la película Eternals (2021) antes de su próxima película independiente.

## Historial de publicaciones
Blade fue presentado como un personaje secundario en The Tomb of Dracula # 10 de Marvel Comics (julio de 1973), escrito por Marv Wolfman y escrito a lápiz por Gene Colan. El artista recordó en 2003: "Marv me dijo que Blade era un hombre negro, y hablamos sobre cómo debería vestirse y cómo debería verse, un aspecto muy heroico. Esa fue mi aportación. [...] La bandolera de cuchillas - fue idea de Marv. Pero lo vestí. Le puse la chaqueta de cuero y así sucesivamente". Colan basó las características del personaje en "un compuesto de actores negros", incluyendo a la estrella del fútbol de la NFL convertido en el actor Jim Brown. Inicialmente lució afro estilo años 70 de pelo y cuchillos de teca con cuchillas. Blade apareció en la mayoría de los números # 10-21, con apariciones adicionales en # 24 y 28 (en total desde julio de 1973 hasta septiembre de 1974).

## Biografía ficticia del personaje

### Vida y carrera tempranas
Eric Cross Brooks nació en un prostíbulo en el barrio de Soho de Londres, Inglaterra en 1929. Su madre, Tara Vanessa Cross-Brooks, era una prostituta en el Burdel de Madame Vanity. Cuando su madre tuvo complicaciones graves de trabajo, un médico fue convocado, que era en realidad Deacon Frost, un vampiro quién se deleitó con ella durante el nacimiento de Eric y la mató. Sin embargo, esto pasó inadvertido a lo largo de ciertas enzimas en su propia sangre al bebé. Esto dio lugar a las habilidades vampíricas de Eric, incluyendo una útil vida muy prolongada y la capacidad de percibir criaturas sobrenaturales, así como una inmunidad para completar el vampirismo, lo cual lo asemeja a un dhampiro. Las compañeras prostitutas de Brooks se marcharon heladas antes de que pudieran matar al niño también.
Eric creció viviendo en la casa de Madame Vanity, y a los nueve años, regresando a casa del colegio un mes de diciembre, vio a un anciano siendo atacado por tres vampiros. Eric ayudó al anciano, que utilizó un bastón de plata para matar a los vampiros y luchar contra los atacantes. El hombre era Jamal Afari, un trompetista de jazz y un cazador de vampiros que se trasladó a Madame Vanity para entrenar al joven Eric en el combate, y en la música. Eric pronto fue capaz de derrotar a muchos jóvenes y débiles vampiros que los dos encontraron en abundancia. Eric se convirtió en un atleta a nivel olímpico y un formidable combatiente mano a mano, con experiencia en armas de filo como cuchillos y dagas tan notable que le valió el sobrenombre de "Blade" tanto entre sus compañeros cazadores como entre los vampiros a los que se opusieron y que comenzaron a temer al joven cazador.
Sin embargo, las victorias de Blade lo hicieron engreído. Se unió a una pandilla callejera, los Bloodshadows, dirigidos por un vampiro mucho más viejo y más poderoso de lo que Blade había visto, de nombre Lamia. Blade apenas derrotó a Lamia, y, al hacerlo, perdió a su novia Gloria. Sin embargo, la tragedia de la experiencia de Blade lo dejó más decidido que nunca a dedicar su vida a la exterminación total de los vampiros.
Afari fue víctima de Drácula, la primera ocurrencia en una batalla en curso entre Drácula y Blade. Blade mató al vampiro Afari y siguió a Drácula de regreso a Europa y a Asia, enfrentándose a él muchas veces, pero nunca pudo destruirlo por completo. En China, Blade se unió a los cazadores de vampiros de Ogun Strong, que eran Azu, Orji, y Musenda. Juntos, enfrentaron a Drácula una vez más. Drácula sobrevivió, y mató a todos los cazadores, excepto a Blade y a Musenda (que finalmente se retiró de la caza de vampiros). Orji había creado una impresión duradera en Blade con el uso de dagas de madera para luchar contra los vampiros, que condujo a la adopción de Blade como sus armas preferidas. Consumido por el dolor de sus camaradas caídos, Blade reanudó su búsqueda solo.

### Los cazadores de vampiros de Quincy Harker
Eventualmente, Blade encuentra a Drácula en París, donde se encontró por primera vez con el cazador de vampiros Quincy Harker (hijo de Jonathan Harker), a quien conocía por su reputación, y los cazadores de vampiros de Harker: Rachel Van Helsing (bisnieta de Abraham Van Helsing), Taj Nital y Frank Drake. Debido a su temperamento mercurial, Blade ha tenido una relación tensa pero estable con el grupo, aliándose con ellos varias veces.
Más tarde, después de una batalla sin éxito con Drácula, Blade se dio cuenta de que era inmune a la mordedura de un vampiro. Armado con este conocimiento, se separó de Harker y fue tras Deacon Frost solo. Blade más tarde luchó contra Drácula en Londres, al igual que con Morbius y la Legión de los Muertos, que lo acusó de asesinato. Blade también mató a un grupo de niños vampiros.
La caza de Blade por la muerte de su madre lo llevó a Boston, Massachusetts, donde se alió con Drácula contra el Doctor Sol. Después de la batalla, Drácula se retiró, y Blade se estableció de nuevo por su cuenta.
Con el tiempo encontró a Hannibal King, un detective privado, que Deacon Frost lo convirtió en vampiro. Aunque en un principio desconfió de King, Blade se asoció con él para cazar a Frost. Blade y King lucharon juntos contra el doppelgänger malvado de Blade, que absorbió al Blade real. King consiguió la ayuda de Daimon Hellstorm, el llamado Hijo de Satán, que exorcizó al doppelgänger de Blade y lo mató con ayuda de King. Blade y King finalmente fueron atrapados por Frost, que había creado un ejército de doppelgängers vampiros, uno para cada uno de sus víctimas. Juntos, destruyeron a Frost para siempre y forjaron una amistad duradera.
Más tarde, Blade, Rachel Van Helsing y Harold H. Harold confrontaron a Drácula. Blade también salvó a la esposa de Musenda de convertirse en vampiro.

### Los Nightstalkers
En años posteriores, Blade, junto con King y Drake, se convirtió en un frecuente aliado del hechicero Doctor Strange, y los tres ayudaron a Strange en batallas con Drácula y los Darkholders y ayudaron en el lanzamiento de la fórmula Montesi, que por un tiempo destruyó todo vampiros en la Tierra. Blade, King y Drake luego formaron la agencia de detectives privados, Borderline Investigations, Inc., para combatir las amenazas sobrenaturales. Junto a Doctor Strange, los tres detectives lucharon contra los Darkholders nuevamente. Blade también rescató a su amigo cercano Safron Caulder de los Darkholders.
La agencia se suspendió después de que Drake se fue y Blade fue internado en un hospital psiquiátrico después de una batalla con un Drácula resucitado temporalmente. Más tarde, el Doctor Strange arregló el lanzamiento de Blade para poder unirse a Drake y King en la reforma de Borderline, Inc. como los Nightstalkers. Blade, King y Drake fueron contratados por la demoníaca Lilith para matar al segundo Ghost Rider y al John Blaze sin poderes. Los tres Nightstalkers lucharon contra Meatmarket. Los Nightstalkers luego se unieron con Ghost Rider, Blaze, Morbius, Doctor Strange y los Redentores del Darkhold para luchar contra Lilith y su Lilin. Los Nightstalkers también lucharon contra otras amenazas, como el DOA de HYDRA.
Tras el eventual debilitamiento de la fórmula de Montesi, y el regreso de los vampiros, Blade se encontró con un antiguo aliado, un ahora vampírico Taj Nital, y sobrevivió a una batalla con el señor vampiro Varnae en la que Drake y King parecían haber sido asesinados.

### Caminante Diurno
Un cazador de vampiros en solitario una vez más, Blade unió fuerzas con la mística Biblia John Carik, y se encontró con un vampiro que se hace pasar por Deacon Frost y un Drácula resucitado una vez más. Más tarde, en Nueva Orleans, Luisiana, Blade descubrió que Hannibal King había sobrevivido, y los dos se unieron para derrotar a un Frost genuinamente resucitado. Blade permaneció activo en Nueva Orleans, derrotando al vampiro Ulysses Sojourner y su propio aliado anterior, Morbius, el Vampiro Viviente, que estaba bajo la esclavitud mental de Sojourner. Blade siguió a Morbius a Nueva York, donde, mientras formaba equipo con Spider-Man, Blade fue mordido por Morbius. Las enzimas sanguíneas de Blade reaccionaron inesperadamente con la forma única de vampirismo de Morbius para otorgarle a Blade muchas fortalezas de vampiro mientras eliminaba las debilidades inherentes a un vampiro, especialmente la debilidad a la luz del sol. Fue en este momento que Blade asumió el título no oficial de "Caminante Diurno" entre su presa.
Las Naciones Unidas-sancionadas en la agencia de espionaje S.H.I.E.L.D. trató de utilizar la sangre de la lámina para el Proyecto: Silvereye, un intento de clonación operativos de vampiro. Blade y los gemelos cazadores de vampiros Mosha y Mikado cerraron el proyecto. Blade más tarde se unió a Noah Van Helsing, en realidad Noah Tremayne, el primo adoptado de Rachel Van Helsing, y varios cazadores de vampiros en todo el mundo para evitar que Drácula se convierta en un señor vampiro genuinamente divino. Blade luego regresó a Nueva Orleans.
Blade reencontrando Drácula, y apareció para destruir totalmente el vampiro, una vez más, a bordo del Helicarrirer de S.H.I.E.L.D., Pericles V. Sin que Blade lo supiera, su rico padre, Lucas Cross, había sido el responsable de la resurrección más reciente de Drácula. Cross más tarde secuestró a Blade e intentó obligar a Blade a alimentarse de una niña virgen en un intento por cumplir una profecía. Blade escapó después de morderse la mano. Más tarde, Blade se alimentaría de una virgen después de morder a un malvado sacerdote vampiro, Draconis.
A cambio de emprender una aventura de viaje en el tiempo para el supervillano Doctor Doom, Blade recibió de Doom un elixir que supuestamente curaría a un vampiro de sed de sangre humana pero también eliminaría la sed de sangre que los cazadores de vampiros reciben por matar a los no-muertos. Al final de la serie, Blade le dio a Hannibal King el elixir. Durante esta misión de viaje en el tiempo, Blade cumplió con otra parte de la profecía al liberar a su padre encarcelado.

### "Civil War" y Más Allá
Durante la historia de Civil War, en la que los superhéroes del Universo Marvel se dividieron en la Ley de Registro sobrehumanos, Blade se registra y comienza a cooperar con S.H.I.E.L.D. Esta alianza permitió a Blade acceder a la tecnología de S.H.I.E.L.D., obteniendo una "mano armada" para reemplazar su perdido. Blade completa una profecía que cree que le daría a todos los vampiros existentes sus almas, pero que en su lugar devuelve a la existencia a todos los vampiros que alguna vez han sido asesinados.
Blade dirige a continuación un grupo de agentes de operaciones ilegales sobrehumanas financiado en secreto por el gobierno de los EE. UU., llamado Vanguard, del que ni siquiera el presidente desconoce. Durante su tiempo con este escuadrón, Blade recibe una mano de reemplazo cibernético. El escuadrón se deshace después de que su cobertura se ve comprometida, y Blade regresa a casa en el Reino Unido para unirse al MI-13 en su lucha contra el mal sobrenatural. Poco después estaca su nueva compañera de equipo, la heroína vampira Spitfire. Blade y Spitfire se enfrentaron una y otra vez en una batalla feroz, pero los dos se vieron obligados a trabajar juntos y parecían haber formado una amistad poco probable. Al completar su primera misión juntos, Blade intenta disculparse con Spitfire por tratar de matarla, pero antes de que pudiera terminar, ella lo besa.
Durante la historia de Curse of the Mutants, Blade aparece en San Francisco para ayudar a los X-Men a capturar un espécimen de vampiro para el X-Club. Él confirma la muerte de Drácula y revela que su hijo Xarus es el nuevo Señor de los Vampiros, ya que ha unido a todas las sectas vampíricas bajo una sola bandera. Inmediatamente se opone al plan de Cyclops de resucitar a Drácula diciendo "No desentierras a Hitler para deshacerse de Saddam Hussein". El conflicto concluyó con la resurrección de Drácula a pesar de las objeciones de Blade. Blade intenta matar a Júbilo ahora como vampira, pero se ve obligada a retirarse después de un enfrentamiento con Wolverine, que se niega a permitir que la apuesten, incluso cuando Blade advierte a los X-Men que eventualmente tendrán que matarla.
Posteriormente se descubrió que Blade estaba usando la identidad de Ronin como parte del equipo de Poderosos Vengadores.
Blade luego aparece en un pequeño pueblo persiguiendo a un nigromante y termina enfrentando a Gwenpool, quien fue contratada para matarlo. Después de que Gwenpool explica que los residentes muertos viven en paz, Blade se va después de darle el número de su teléfono celular, pero se lo devuelve cuando Gwenpool descubre que el alcalde / nigromante está realmente matando a niños para mantener con vida a sus ciudadanos muertos vivientes.
Durante la historia del Imperio Secreto, se demostró que Blade quedó atrapado en Manhattan cuando fue aislada por una cúpula de Fuerza Oscura. Debido a los ataques de vampiros en el momento, Blade se aprovecha de esto matando a cada vampiro atacante para proteger a los humanos.

## Poderes y habilidades

### Cómics
Debido a una enzima en su torrente sanguíneo que resulta de la mordida de su madre por un vampiro al dar a luz a él, Blade es inmune a las mordeduras de vampiros típicos y sobrenaturales. En ciertos casos, también parecía ser inmune a la hipnosis de vampiros. Sin embargo, carecía de atributos físicos sobrehumanos y dependía únicamente de su considerable habilidad y determinación hasta que Morbius, un vampiro atípico y científicamente creado, lo mordió y Blade se convirtió en algo parecido a un dhampir. Blade posee fuerza sobrehumana, resistencia, velocidad, agilidad, sentidos intensificados y un rápido factor de curación que ataca cualquier sustancia extraña (químicos / virus) en su cuerpo y elimina cualquier posibilidad de que quede indefenso o mutilado desde el interior y no se vea afectado por luz del día y la mayoría de las otras debilidades vampíricas tradicionales. También envejece muy lentamente (aunque no es inmortal) y puede sentir sobrenaturalmente la actividad sobrenatural.
Blade es un maestro de las artes marciales que domina estilos como el boxeo, la capoeira, el escrima, el jeet kune do, el hapkido, el jujutsu, el karate de Shotokan, el kung fu y el ninjutsu. También es un hábil espadachín, tirador y luchador callejero. Él es experto en el uso de cuchillos arrojadizos. Él es muy conocedor del saber vampírico y de lo sobrenatural.
En "Drácula's Gauntlet", Blade y Deadpool están rodeados de monstruos y Blade amenaza con convertirse en un murciélago y dejar a Deadpool allí para morir. Puede tener todos los poderes de vampiro, pero tiene conflictos sobre el uso de los que lo hacen parecer menos humano.

### Cine y televisión
En las películas y series de televisión, Blade se originó en Detroit, Míchigan. Blade está representado por tener todas las fortalezas de un vampiro y ninguna de sus debilidades; a excepción de la sed de sangre, Blade intenta suprimir la sed con un suero, pero durante la primera película su cuerpo desarrolla una resistencia a ella. Al comienzo de la segunda película, se afirma que la Dra. Karen Jenson, de la primera película, mejoró el suero, presumiblemente en el tiempo transcurrido entre las dos películas. Aunque no quiere beber sangre, se ha demostrado que es capaz de hacerlo; antes del desarrollo del suero, Whistler notó que encontró a Blade cuando era adolescente cuando Blade se estaba alimentando de las personas sin hogar, con Blade ingiriendo sangre durante la primera y la segunda película cuando estaba en una situación en la que estaba gravemente herido y necesitaba estar de vuelta en fuerza completa tan pronto como sea posible.
La fisiología de mitad vampiro de Blade hace que sea completamente inmune a la plata, el ajo y la luz solar. Blade tiene fuerza sobrehumana, velocidad, resistencia, agilidad, reflejos y sentidos. También tiene un factor de curación que le permite sanar completamente de las heridas durante la noche, aunque en la primera y segunda películas se vio obligado a beber sangre para acelerar sus habilidades curativas habituales cuando se enfrentaba a una amenaza inmediata y estaba muy malherido para enfrentarlo en su estado. También se menciona en la primera película que envejece como un humano, mientras que los vampiros envejecen mucho más lentamente. Él es un maestro de las artes marciales, practica la meditación, y puede hablar checo, ruso, y hasta cierto punto el lenguaje de los vampiros, y él tiene un gran conocimiento sobre la caza de vampiros. Se ve en la serie de televisión que, si bien es solo medio vampiro, la saliva de Blade sigue produciendo la enzima que convierte a los humanos en vampiros.

## Equipamiento

### Cómics
De acuerdo con sus primeras apariciones en los cómics originales de The Tomb of Dracula, Blade confió en las dagas de madera de teca que usaba para empalar oponentes, y en una variedad de estacas de caoba. Era un excelente combatiente mano a mano y luchador de cuchillos. Los cómics posteriores mejoraron significativamente su arsenal a lo largo de los años, incluyendo una variedad de diferentes armas con cuchillas que van desde espadas largas hasta katanas, así como armas, lanzallamas y armas basadas en rayos U.V y plata. Se basa principalmente en una espada de doble filo que lleva en la espalda. También ha tenido cierto éxito con armas improvisadas como estacas hechas con escobas rotas y, después de perder su mano, un apéndice de reemplazo hecho de cinta adhesiva y un palo puntiagudo. Él reemplazaría esto con una nueva ametralladora-una arma de fuego simple usada en lugar de su mano faltante, que responde a diferentes contracciones musculares como una indicación de recarga y disparo, entre otras funciones (incluido un gancho de agarre, que Blade describe como su "característica favorita"). También usa tres tipos diferentes de munición. Esta arma fue creada por S.H.I.E.L.D., Blade también tenía un arsenal de granadas EMP.

### Cine y Televisión
De la misma manera que en los cómics, en la serie de películas, Blade emplea una estilizada espada de doble filo como una de sus herramientas principales de ataque y defensa. Aunque no se detallan muchos detalles en los cómics sobre la composición de la espada, en las películas, está equipado con una hoja de titanio grabada con ácido, que tiene una característica de seguridad que liberará cuchillas en la mano del portador después de un tiempo determinado. Esto es abortado por Blade, u otros, que sabían del sistema al presionar un interruptor oculto en la empuñadura de la espada. Las películas también muestran que maneja variedades de "glaives" arrojadizos (armas tipo boomerang o chakram que regresan cuando se lanzan), diferentes cuchillos, estacas de plata y armas de fuego. También usa armas especializadas, como botes de inyector desechables llenos de anticoagulante que es explosivamente letal para los vampiros y puntas de inyector extensibles que se llevan en el dorso de la mano.

### Anime
Además de todas sus habilidades y poderes anteriores, el manejo de la espada de Blade, en particular, se muestra en Marvel Anime como especialmente avanzado. El estilo de espada de Blade gira principalmente en torno a su dominio de Yagu Shinkage-ryu, un arte kenjutsu que puede desatar poderosas ondas de choque o láminas de viento transparentes de los movimientos de la espada, lo que le permite volar o cortar respectivamente a sus oponentes desde la distancia. El Yagu Shinkage-ryu también tiene tres técnicas principales de Yagyu. La primera técnica, "The First Blade: Residual Moon", dibuja un pequeño círculo con la punta de su espada, produciendo una imagen perfecta de él mismo para las diversiones. La segunda técnica, "The Second Blade: Phantom Moon", implica un giro de alta velocidad, lo que permite a Blade lanzar una barra omnidireccional en rápida sucesión con tal intensidad, que incendia su ataque. La técnica final, "The Third Blade: Chaotic Moon", lanza varias hojas de sombra alrededor del oponente, ocultando al usuario.

## Otras versiones

### Marvel Zombies
Nick Fury le explicó a Blade y a los que se unieron a la resistencia a bordo del Helicarrier de S.H.I.E.L.D. cuán serio creía que sería la situación; que era el fin del mundo También explicó que independientemente de las historias de los reunidos, todos estaban del mismo lado. Sin embargo, Blade fue visto más tarde como uno de los héroes infectados.

### Ultimate Marvel
Un universo alternativo de Blade en el Ultimate Marvel impronta aparecido en Ultimate Spider-Man # 95, y tuvo un cameo en la no-canon Ultimate Spider-Man especial. Esta versión, llamada "The Daywalker " por The Bugle, tiene numerosas pequeñas cicatrices en los ojos y las mejillas.
Spider-Man conoció a Blade cuando estaba cazando a un vampiro en un callejón. Creyendo que Blade era un pistolero enloquecido, Spider-Man lo atrapó. y atendió a una persona que él creía que era un civil ordinario, hasta que el vampiro lo atacó. Blade se liberó y estacó a la criatura, salvando a Spider-Man de ser mordido. Blade luego amenazó a Spider-Man con su fuerza superior y amenazante apariencia vampírica, que si alguna vez lo atacaba nuevamente, ¡él "comería [su] corazón para el desayuno!" Sacudido por este encuentro, Spider-Man luego tomó la estaca de madera desechada de Blade como un recuerdo de su descubrimiento de la existencia de los vampiros. Esta experiencia también lo ayuda más tarde cuando intenta salvar a Ben Urich de convertirse en uno.
Blade es uno de los muchos héroes reclutados por Nick Fury en Ultimate Comics: Avengers. Cuando los vampiros comenzaron a infectar a los superhéroes, pasando de héroes callejeros como el nuevo Daredevil a héroes como Nerd Hulk e incluso el Capitán América, Blade se convirtió en el centro de atención cuando se infiltró en el Triskelion, donde luchó contra el vampiro Capitán América. Después de repeler al Capitán América, S.H.I.E.L.D. tomó a Blade bajo custodia e interrogado sobre la naturaleza de los vampiros y quién estaba detrás de esto. Explicó que esto fue orquestado por Anthony, otro cazador de vampiros como Blade, quien se convirtió en un vampiro y puso su mente y estrategia en infectar a la comunidad de superhéroes con el fin de dominar el mundo. Mientras S.H.I.E.L.D. y los Vengadores se preparaban para luchar contra los vampiros, Blade fue encarcelado debajo del Triskelion ya que no podía confiar en él hasta que la situación terminara. Cuando los vampiros atacaron el Triskelion, Blade fue liberado por sus manejadores al enfrentarse a los vampiros, Daredevil y su antiguo maestro Stick. Fue forzado a retirarse de los vampiros cuando Stick estaba armado con la armadura de Iron Man antes de ser sometida y preparada para ser decapitada por Daredevil. Afortunadamente, un Capitán América curado teletransportó el Triskelion a una luz diurna en Irán, donde los vampiros fueron incinerados, salvando a Blade en el proceso.
Nick Fury logró convencer a Blade de unirse a sus Vengadores prometiendo entregarle al recientemente capturado Deacon Frost, el vampiro que mató a su madre y es responsable de su condición, a él. Al intentar intervenir en una venta ilegal de Súper-Soldados S.H.I.E.L.D., los Vengadores fueron atacados por Tyrone Cash, sin embargo, Blade pudo hipnotizarlo antes de que pudiera causar una amenaza real. Cash reveló que estaba trabajando para Carol Danvers. Durante la batalla principal entre los Vengadores y los Nuevos Ultimates, Blade logró capturar a Danvers brevemente antes de ser interceptado por la Viuda Negra. Iron Man interviene para ayudar a Monica, sin embargo aplasta a Blade sin darse cuenta de que no tiene, de hecho, una invulnerabilidad sobrehumana.
Después de ser arrestado por los Nuevos Ultimates, Blade y el resto de losVengadores toman el suero de Tyrone Cash y ganan fuerza masiva y cuerpos a granel. Cuando se enfrentan a Gregory Stark, los derrota fácilmente con sus poderes basados en Nanite y los envía al borde del USS Jimmy Carter. Más tarde se unen a los Nuevos Ultimates en su misión a Corea del Sur para resolver los disturbios civiles que Gregory diseñó.

## Adaptaciones en otros medios

### Televisión
- Blade apareció en el episodio de la serie animada Spider-Man "Neogenic Nightmare: Capítulo 9: Blade el Cazavampiros", con la voz de JD Hall. En esta versión de su origen, él era el hijo de un hombre vampiro que se había enamorado de una mujer, que dejó a Blade en un orfanatorio antes de convertirse ella misma en vampiro. Blade también aparece en los episodios: "The Immortal Vampire"; "Partners in Danger, Capítulo 7: La Reina de los Vampiros"; y el episodio de la temporada cinco "Secret Wars, Capítulo 2: Gauntlet of the Red Skull".

- En el año 2006 se comenzó a emitir la serie televisiva Blade: la serie, protagonizada por Sticky Fingaz, que relata nuevas aventuras del héroe, basado en parte en la trilogía de películas. La serie trataba de Blade luchando contra un malvado vampiro llamado Marcus Van Sciver en Detroit, que también es el lugar de nacimiento de Blade en esta serie. Como en las películas, el nombre de nacimiento de Blade es Eric Brooks y su madre se llamaba Vanessa. Aquí el padre de Blade es Robert Brooks, quien lo crio hasta los 12 años y elementos de su naturaleza vampírica se hicieron más evidentes.

- En 2011 el estudio de animación japonesa Madhouse en colaboración con Marvel lanzó una versión en anime del personaje llamado Marvel Anime: Blade, con la voz de Akio Ohtsuka en la versión japonesa y de Harold Perrineau en el doblaje en inglés, mientras que su yo más joven fue interpretado por Junko Minagawa en la versión japonesa y por Noah Bentley en el doblaje en inglés.[49] En el anime persigue a Deacon Frost (quien fue el responsable de morder a su madre) donde descubre su organización secreta llamada "La Existencia". En el pasado, Eric tuvo que matar a su madre convertida en vampiro en defensa propia y fue entrenado en la caza de vampiros por Noah van Helsing y Tanba Yagyo. Durante su entrenamiento con Tanba Yagyo, Eric conoció a Kikyo Mikage (quien fue visto anteriormente en Marvel Anime: Wolverine) que también era estudiante de Tanba y lo derrotó en la batalla cuando Eric salió de la residencia de Tanba.

- Aparece en la segunda temporada de Ultimate Spider-Man, por halloween, interpretado por Terry Crews.[50] En el episodio 25: "Blade", es un hombre afroamericano musculoso con tatuajes de runas antiguas en el cuero cabelludo. Blade, junto con el equipo de Spider-Man, en una batalla de un ejército de vampiros sombra que trabajan para Drácula a sí mismo. Él promete entregar una antigua y poderosa reliquia mágica en las manos del director Nick Fury de S.H.I.E.L.D. a cualquier precio, y en el episodio 26: "Los Comandos Aulladores", se reveló que una vez fue un miembro de los Comandos Aulladores de Fury, pero dejó el grupo. Cuando Blade no tuvo opción de volver con su viejo equipo para recuperar el Ankh y ayudar a Spider-Man a rescatar a su equipo.

- También aparece en la serie de Hulk and the Agents of S.M.A.S.H. de la segunda temporada (2015), en el episodio 9 (halloween), "Comandos Hulkeadores", con Terry Crews repitiendo el papel.[51] Aparece como miembro de los Comandos Aulladores. En Halloween, Blade está con los Comandos Aulladores, donde Nick Fury se encarga de detener a los Agentes de S.M.A.S.H. hasta que una amenaza de Dormammu aparezca en escena, que convierte a la humanidad en Seres sin Mentes y luego Blade se convierte en uno de ellos, junto al Hombre Lobo, y también a los otros Hulks: She-Hulk, Hulk Rojo y Skaar. En el episodio 26, "Planeta Monstruo, parte 2", se verá con su equipo al lado de los Agentes de S.M.A.S.H., los Vengadores y otros héroes al enfrentar a la Inteligencia Suprema de los Kree.

- Blade aparece en los episodios 42, 43 y 51 de Marvel Disk Wars: The Avengers, con la voz de Hiroki Yasumoto.

### Cine

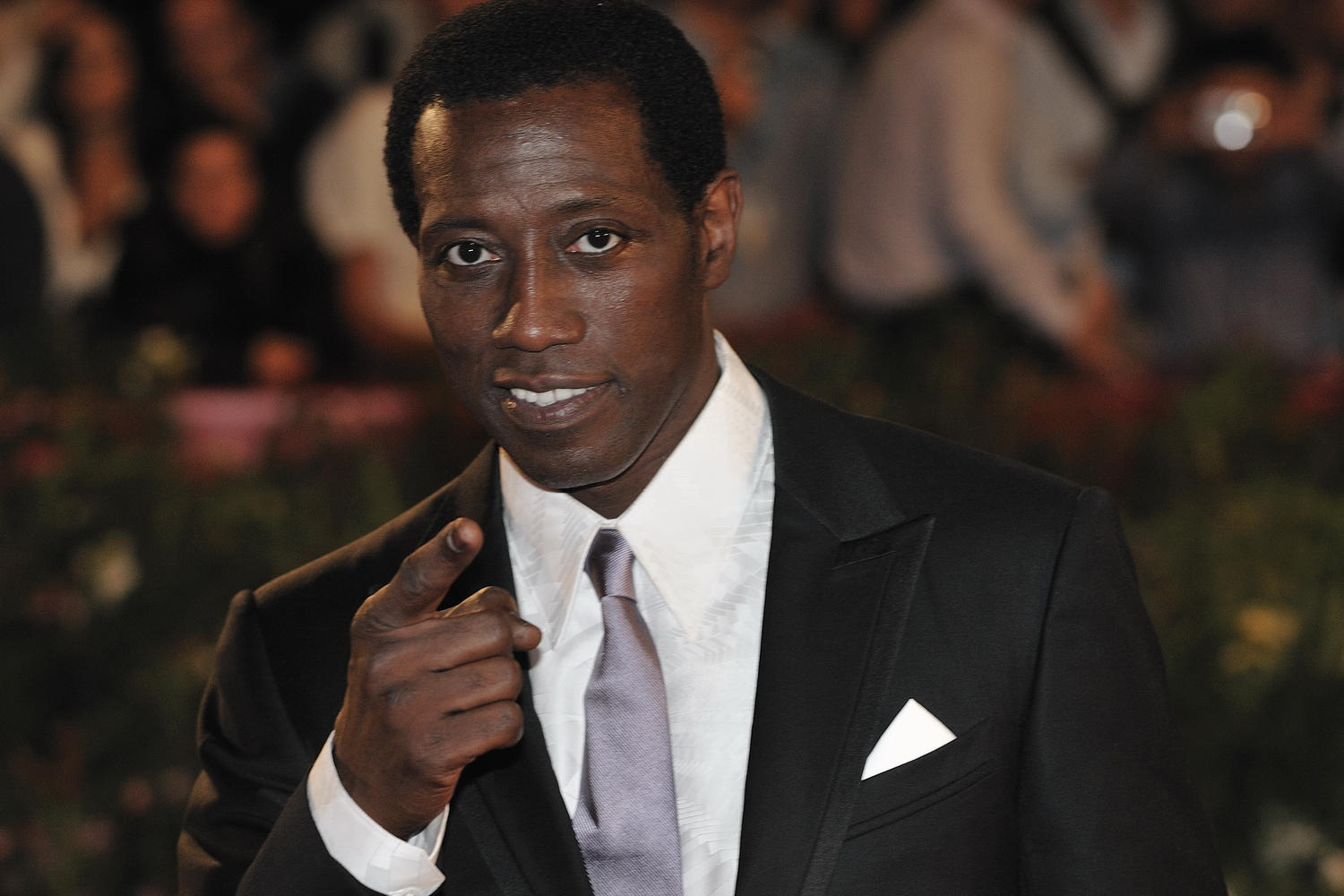
Wesley Snipes interpretó a Blade en su Trilogía cinematográfica.

Blade cuenta con una trilogía de películas, cada una dirigida por un director distinto, por lo que las tres películas difieren bastante entre sí en la narrativa:
- En el año 1998, la película de New Line Cinema, Blade protagonizó a Wesley Snipes en el papel principal; Kris Kristofferson como el mentor de Blade, Abraham Whistler; y Stephen Dorff como Deacon Frost. La película fue escrita por David S. Goyer y dirigida por Stephen Norrington. La película diverge casi por completo de las representaciones previas de Blade en cómic, revirtiendo por completo el comportamiento, los poderes y las debilidades del personaje. Tradicionalmente, Blade se presentaba a menudo como locuaz y jactancioso, pero en la película es estoico y casi silencioso. En lugar de un humano normal con inmunidad al vampirismo y la hipnosis vampírica que solo depende de la habilidad y la crueldad, Blade es un superhombre con poderes vampíricos pero ninguna de las debilidades inherentes, con la excepción de su sed. Para reprimir su sed, Whistler desarrolló un suero, implicando la versión original que se basa en el ajo y la plata. En la versión cinematográfica de Blade es mostrado como un afroamericano nacido en Detroit, Míchigan, mientras que los comic books colocaron su nacimiento en Inglaterra. En la serie de TV, las actividades de Blade tienen lugar en Detroit.

- En el año 2002, estrenó la segunda película, Blade II, esta vez dirigida por Guillermo del Toro, también escrita por él en colaboración con David S. Goyer y protagonizada por Wesley Snipes, Leonor Varela y Kris Kristofferson. No es una continuación directa de la primera y posee más elementos de terror, más cercanos al cómic original. Blade une fuerzas con el jefe supremo vampiro Eli Damaskinos para derrotar a una poderosa nueva raza de vampiros llamada Reapers dirigida por Jared Nomak, revelada durante el transcurso de la película que fue el resultado de que Damaskinos intentó crear sus propios "Daywalkers".

- En el año 2004, se estrenó Blade: Trinity, escrita y dirigida por David S. Goyer y protagonizada por Wesley Snipes. Introdujo versiones muy modificadas de Hannibal King (interpretado por Ryan Reynolds) y los Nightstalkers. Blade une de mala gana fuerzas con el grupo de cazadores de vampiros liderados por Abigail Whistler (Jessica Biel), la hija distanciada de su antiguo mentor, para destruir al primer vampiro, Drácula, que se conoce con el nombre de "Drake" (Dominic Purcell), al mismo tiempo que dispersa un virus que mata a los vampiros en el área local, y proporcionar a los Nightstalkers otro medio contra sus enemigos.

- En 2019, Kevin Feige anunció en la Comic-Con de San Diego la incorporación de Blade al Universo cinematográfico de Marvel, y además confirmó que el actor Mahershala Ali interpretará al personaje. En febrero de 2021, se confirmó que Stacy Amma Osei-Kuffour escribiría el guion.[3]

- - Ali tiene un cameo de voz no acreditado como Blade en la escena poscréditos de la película Eternals del UCM de 2021, hablando con Dane Whitman cuando está a punto de empuñar la Espada Ébano.[52]

- - La encarnación de Blade en New Line Cinema aparece en Deadpool & Wolverine (2024), interpretado nuevamente por Wesley Snipes.[53]Después de haber sido enviado al Vacío por la Autoridad de Variación Temporal (TVA), el forma parte de la resistencia junto con Elektra, Gambito y X-23 para derrotar a Cassandra Nova en la batalla final, con la ayuda de Deadpool y Wolverine. Al final, es probable que Blade haya sobrevivido y haya regresado a su universo natal.

### Videojuegos
Blade ha aparecido en algunos videojuegos, si bien su trayectoria en este campo no ha sido tan prolífico como otros héroes de Marvel Comics:
- Blade: Es un videojuego que se basa en la película Blade protagonizada por Wesley Snipes en lo que se refiere a la estética y diseños de personajes (incluso la portada del videojuego es la misma que la película), ya que la historia es totalmente distinta. Existen dos versiones de este videojuego. En primer lugar, la versión para Gameboy Color, un juego de acción de avance lateral en 2D clásico, y un poco más tarde la versión para PlayStation, una aventura de acción y luchas en 3D. Ambos salieron al mercado en noviembre del año 2000. Fue distribuido por la empresa Activision.

- Blade II: Este videojuego se inspira en la segunda película, Blade II, también protagonizada por Wesley Snipes (de nuevo, la portada del videojuego es la misma que la película). Disponible para las consolas PlayStation 2 y Xbox, es una aventura de acción en 3D de considerable longitud, con una historia totalmente independiente de la película, pero con ciertos detalles similares. Activision volvió a encargarse de su publicación y distribución.

- Ghost Rider: Este videojuego apareció en 2007 coincidiendo con el estreno de la película Ghost Rider (El motorista fantasma en España y El vengador fantasma en Latinoamérica), disponible para consolas PlayStation 2, PSP y Gameboy Advance. Blade aparece como cameo en la historia del videojuego, pero una vez completado, podía seleccionarse para jugar con el la historia principal.

- Spider-Man: Friend or Foe: Este videojuego, conocido en España como Spiderman: Amigo o enemigo, apareció en 2007 para PlayStation 2, PSP, Nintendo DS, Xbox 360, PC y Wii. Blade aparece ayudando a Spiderman en una misión y también puede llegar a ser jugable.

- Marvel Ultimate Alliance: Esta serie de videojuegos consta de dos entregas y está disponible para diversos sistemas como PlayStation 2, PlayStation 3 y Xbox 360. Blade aparece en este videojuego como uno de los héroes a reclutar y también se puede jugar con él.

- Marvel vs. Capcom 3/Ultimate Marvel vs Capcom 3: El videojuego de lucha Marvel vs. Capcom 3: Fate of Two Worlds y su posterior versión extendida Ultimate Marvel vs. Capcom 3 apareció en 2012 para PlayStation 3 y Xbox 360. Blade no aparece como personaje jugable, pero tiene un pequeño cameo en el final del personaje Jill Valentine.

- Broforce: En este videojuego independiente, en el que el jugador controla a diversos héroes de acción, Blade aparece como personaje jugable. Como curiosidad, su nombre en el juego es Brade, ya que todos los personajes tienen su nombre alterado para que contengan la sílaba Bro en su nombre, aunque en el caso de Blade no la contiene por completo.

- Marvel: Avengers Alliance: En este videojuego de Facebook, Blade es uno de los 132 superhéroes jugables, es posible reclutarlo luego de pasar sus respectivas misiones especiales (solo por tiempo limitado), pero más adelante será posible reclutarlo a cambio de 200 puntos de comando una vez finalizado el tiempo de las misiones especiales (Operaciones Especiales)

- Lego Marvel: Superhéroes: En este singular videojuego de Lego el personaje puede ser obtenido para jugar el juego libre o la historia en sí pero no aparece directamente en la historia concreta.

- Marvel: Contest of Champions: En este videojuego para la plataforma móvil (Android y IOS) el personaje forma parte de la trama y también puede ser obtenido mediante cristales.

- Fortnite: Battle Royale: En este título aparece como personaje jugable en la tienda de objetos del juego durante la Temporada 4 del Capítulo 2 bajo el título "Guerra en el Nexus".